# Distrito histórico de Carlowville
El distrito histórico de Carlowville es un distrito histórico ubicado en Carlowville, Alabama, Estados Unidos. El distrito histórico cubre 780 acres (315,7 ha) y se centra sobre la ruta estatal 89 y las carreteras 4, 47 y 417 del condado de Dallas. Fue incluido en el Registro Nacional de Lugares Históricos el 18 de enero de 1978.

## Historia y descripción
El Distrito Histórico de Carlowville fue nominado al Registro Nacional como una "agradable combinación de arquitectura de los siglos XIX y XX en un entorno rural tranquilo". Los edificios anteriores son predominantemente estructuras de armazón de madera. Van desde elegantes mansiones hasta sencillas casas populares. Algunas de las casas siguen siendo propiedad de los descendientes de los constructores originales que llegaron aquí desde la costa atlántica hace casi 200 años.
Varias de las casas más importantes se construyeron sobre sótanos de ladrillo. A dos de estas estructuras se les quitó la planta baja de ladrillo original y posteriormente se rebajaron durante el siglo XX. Los historiadores de la arquitectura lo han atribuido a la humedad y la mala calidad del ladrillo local.
En el momento de la nominación, el distrito histórico de Carlowville contenía 21 propiedades contribuyentes, construidas principalmente en los estilos georgiano, federal y neogriego. El neogriego es el estilo dominante.